# Seznam škotskih politikov
Seznam škotskih politikov.

## A
- William Adamson
- Danny Alexander
- Douglas Alexander
- Robert Munro, 1st Baron Alness
- Arthur Anderson (poslovnež)
- James Anderson (odvetnik)
- Andrew Arbuckle
- Archibald Campbell, 1st Marquess of Argyll
- George Douglas Campbell, 8th Duke of Argyll
- Alexander Asher
- Elspeth Attwooll
- Mikey Aziz

## B
- Baillie Jerviswoodski
- Arthur Balfour
- James Balfour (Denmyine)
- John Barbour
- George Nicoll Barnes
- John Barrett
- John Stuart Blackie
- John Boyd Orr
- William Brodie
- Gordon Brown
- Derek Brownlee
- Malcolm Bruce
- George Buchanan (politik)
- Gilbert Burnet
- John Stuart, 3rd Earl of Bute

## D
- Charles Dundas

## F
- Kate Forbes

## G
- John Gollan

## L
- Eleanor Laing

## M
- Derek Mackay
- James Macpherson
- sir Fitzroy Maclean
- Jack Wilson McConnell
- Gordon McLennan

## P
- Archibald Primrose

## R
- Shona Robison

## S
- Alex Salmond
- Nicola Sturgeon
- John Swinney

## T
- Richard Tice

## Y
- Humza Yousaf

## W
- Andrew Paton Welsh